# Xavier Malisse
Xavier Malisse (ur. 19 lipca 1980 w Kortrijk) – belgijski tenisista, zwycięzca French Open 2004 w grze podwójnej, reprezentant w Pucharze Davisa.

## Kariera tenisowa
Do 13 roku życia trenował obok tenisa piłkę nożną, decydując się ostatecznie na karierę tenisisty. W swoim debiutanckim sezonie doszedł do finału rozgrywek ATP World Tour w Meksyku, gdzie nie sprostał Czechowi Jiříemu Novákowi.
W 1999 roku był w finale w Delray Beach, przegrywając decydujący mecz z Lleytonem Hewittem. W dalszej części sezonu Malisse dotarł m.in. do III rundy US Open. Większość sezonu, podobnie jak i kolejnego, występował jednak w imprezach niższej rangi, ATP Challenger Tour; wygrał m.in. w San Antonio w 2000 roku, pokonując w finale haitańskiego weterana Ronalda Agénora. W sezonie 2001 awansował do czołowej „pięćdziesiątki” rankingu światowego dzięki kolejnym dwóm finałom kategorii ATP World Tour - w Delray Beach (przegrał z Janem-Michaelem Gambillem) i Atlancie (przegrał z Andym Roddickiem). Był także w IV rundzie wielkoszlemowego US Open.
W sezonie 2002 Belg był w półfinałach turniejowych w Memphis i Scottsdale, a także osiągnął półfinał na Wimbledonie, pokonując m.in. Rosjanina Kafielnikowa, Brytyjczyka Rusedskiego oraz dawnego mistrza tego turnieju Holendra Krajicka; w półfinale, w meczu wielokrotnie przerywanym opadami deszczu i toczonym przez kilka dni, przegrał z Argentyńczykiem Nalbandianem. Wynik ten (a także IV runda Rolanda Garrosa miesiąc wcześniej) dał mu awans na najwyższą pozycję w karierze w rankingu gry pojedynczej - nr 19.
W kolejnych kilku latach Malisse był w następnych finałach turniejowych (2004 St. Poelten, porażka z Filippo Volandrim; 2004 Lyon, porażka z Robinem Söderlingiem), by ostatecznie wygrać swój pierwszy turniej w cyklu ATP World Tour w Delray Beach w 2005 roku po zwycięstwie w finale z Novákiem. Dzięki temu zakończył sezon 2005 pod koniec czołowej „pięćdziesiątki” rankingu. Sezon 2006 rozpoczął od finału turnieju w Adelajdzie, ulegając ostatecznie Francuzowi Florentowi Serze. W kolejnych miesiącach ponownie doszedł do finału w Delray Beach, jednak w decydującym meczu nie sprostał Tommy'emu Haasowi. W 2007 roku Belg zagrał w dwóch finałach, które zakończyły się jego zwycięstwem, najpierw w Ćennaju, a następnie w Delray Beach. Po blisko czterech latach w styczniu 2011 roku Belg doszedł do finału w Ćennaju. Spotkanie finałowe przegrał w trzech setach ze Stanislasem Wawrinką.
Jego największym osiągnięciem deblowym jest wygrana w wielkoszlemowym Rolandzie Garrosie z roku 2004. Występował w parze z rodakiem Olivierem Rochusem; Belgowie pokonali w turnieju m.in. Argentyńczyków Mariano Hooda i Sebastiána Prieto, duet Jonas Björkman i Todd Woodbridge, parę Martín Rodríguez i Gastón Etlis, Hindusa Mahesha Bhupathiego i Białorusina Maksa Mirnego, a w finale Francuzów Michaëla Llodrę i Fabrice'a Santoro. Wygrana w turnieju wielkoszlemowym pozwoliła Belgom na udział w turnieju Tennis Masters Cup w 2004 roku, który jednak zakończyli już na etapie rozgrywek grupowych z jedną wygraną i dwiema porażkami. Drugie wspólne zwycięstwo turniejowe odnieśli u progu sezonu 2005 w Adelajdzie. W 2007 roku Malisse wygrał dwa deblowe turnieje - w Ćennaju w parze z Dickiem Normanem oraz w Delray Beach z Hugo Armando. Rok później osiągnął również finał turnieju w Auckland tworząc duet z Jürgenem Melzerem. Po trzech latach, w lutym 2011 roku Belg ponownie doszedł do finału zawodów deblowych, podczas rywalizacji w San José. Razem z Alejandro Fallą przegrali jednak mecz finałowy z Amerykanami Scottem Lipskym oraz Rajeevem Ramem. Tegoż samego roku wspólnie z Ołeksandrem Dołhopołowem Malisse wygrał zmagania deblowe w Indian Wells. W rundzie finałowej wygrali z Rogerem Federerem i Stanislasem Wawrinką. Pod koniec sierpnia 2011 roku Malisse wraz z Markiem Knowlesem zdobył tytuł w Los Angeles po wygranej w finałowym spotkaniu z parą Somdev Devvarman-Treat Huey. W lutym 2012 roku belgijski tenisista razem z Markiem Knowlesem zwyciężyli w zmaganiach w San José, pokonując w finale Kevina Andersona i Franka Mosera. W maju 2012 roku razem z Dickiem Normanem wystąpił w finale turnieju w Monachium. W meczu o mistrzostwo ulegli parze František Čermák–Filip Polášek 4:6, 5:7. W lipcu tego samego roku wraz z Michaelem Russellem dotarli do finału turnieju w Atlancie, lecz w ostatnim pojedynku przegrali z parą Matthew Ebden i Ryan Harrison. Ósmy deblowy tytuł Malisse wywalczył razem z Rubenem Bemelmansem w Los Angeles, po zwycięstwie w decydującej rundzie z Kenem Skupskim i Jamiem Delgado. W lutym 2013 roku tenisista belgijski ponownie zwyciężył w zawodach gry podwójnej, w San José. Partnerem deblowym Malissa był Frank Moser, a w rundzie finałowej byli lepsi od Lleytona Hewitta i Marinko Matoševicia.
W 2013 roku Malisse zakończył zawodową karierę.
Jako reprezentant Belgii Malisse był członkiem drużyny w Pucharze Davisa w latach 1998–2011. Odniósł 12 zwycięstw, poniósł 12 porażek. Miał znaczący udział w odzyskaniu przez Belgię miejsca w najwyższej klasie rozgrywek Pucharu Davisa, grupie światowej, w 2002 roku, kiedy pokonał w meczu z Zimbabwe obu braci Blacków, Byrona i Wayne'a. Bez powodzenia startował natomiast na igrzyskach olimpijskich w Atenach w 2004 roku, wyeliminowany w I rundzie singla przez Rosjanina Michaiła Jużnego oraz debla (w parze z Olivierem Rochusem) przez Llodrę i Santoro.

### Finały w turniejach ATP World Tour
| Legenda                                      |
| -------------------------------------------- |
| Wielki Szlem                                 |
| Igrzyska olimpijskie                         |
| Tennis Masters Cup / ATP Finals              |
| ATP Masters Series / ATP Tour Masters 1000   |
| ATP International Series Gold / ATP Tour 500 |
| ATP International Series / ATP Tour 250      |

#### Gra pojedyncza (3–9)
| Końcowy wynik | Nr | Data                 | Turniej      | Nawierzchnia    | Przeciwnik          | Wynik finału     |
| ------------- | -- | -------------------- | ------------ | --------------- | ------------------- | ---------------- |
| Finalista     | 1. | 1 listopada 1998     | Meksyk       | Ceglana         | Jiří Novák          | 3:6, 3:6         |
| Finalista     | 2. | 9 maja 1999          | Delray Beach | Ceglana         | Lleyton Hewitt      | 4:6, 7:6(2), 1:6 |
| Finalista     | 3. | 11 marca 2001        | Delray Beach | Twarda          | Jan-Michael Gambill | 5:7, 4:6         |
| Finalista     | 4. | 29 kwietnia 2001     | Atlanta      | Ceglana         | Andy Roddick        | 2:6, 4:6         |
| Finalista     | 5. | 23 maja 2004         | St. Pölten   | Ceglana         | Filippo Volandri    | 1:6, 4:6         |
| Finalista     | 6. | 10 października 2004 | Lyon         | Dywanowa (hala) | Robin Söderling     | 2:6, 6:3, 4:6    |
| Zwycięzca     | 1. | 6 lutego 2005        | Delray Beach | Twarda          | Jiří Novák          | 7:6(6), 6:2      |
| Finalista     | 7. | 8 stycznia 2006      | Adelaide     | Twarda          | Florent Serra       | 3:6, 4:6         |
| Finalista     | 8. | 5 lutego 2006        | Delray Beach | Twarda          | Tommy Haas          | 3:6, 6:3, 6:7(5) |
| Zwycięzca     | 2. | 7 stycznia 2007      | Ćennaj       | Twarda          | Stefan Koubek       | 6:1, 6:3         |
| Zwycięzca     | 3. | 4 lutego 2007        | Delray Beach | Twarda          | James Blake         | 5:7, 6:4, 6:4    |
| Finalista     | 9. | 9 stycznia 2011      | Ćennaj       | Twarda          | Stanislas Wawrinka  | 5:7, 6:4, 1:6    |

#### Gra podwójna (9–4)
| Końcowy wynik | Nr | Data             | Turniej            | Nawierzchnia  | Partner              | Przeciwnicy                        | Wynik finału      |
| ------------- | -- | ---------------- | ------------------ | ------------- | -------------------- | ---------------------------------- | ----------------- |
| Zwycięzca     | 1. | 6 czerwca 2004   | French Open, Paryż | Ceglana       | Olivier Rochus       | Michaël Llodra Fabrice Santoro     | 7:5, 7:5          |
| Zwycięzca     | 2. | 9 stycznia 2005  | Adelaide           | Twarda        | Olivier Rochus       | Simon Aspelin Todd Perry           | 7:6(5), 6:4       |
| Zwycięzca     | 3. | 7 stycznia 2007  | Ćennaj             | Twarda        | Dick Norman          | Rafael Nadal Bartolomé Salvá-Vidal | 7:6(4), 7:6(4)    |
| Zwycięzca     | 4. | 4 lutego 2007    | Delray Beach       | Twarda        | Hugo Armando         | James Auckland Stephen Huss        | 6:3, 6:7(4), 10–5 |
| Finalista     | 1. | 12 stycznia 2008 | Auckland           | Twarda        | Jürgen Melzer        | Luis Horna Juan Mónaco             | 4:6, 6:3, 7–10    |
| Finalista     | 2. | 13 lutego 2011   | San José           | Twarda (hala) | Alejandro Falla      | Scott Lipsky Rajeev Ram            | 4:6, 6:4, 8–10    |
| Zwycięzca     | 5. | 20 marca 2011    | Indian Wells       | Twarda        | Ołeksandr Dołhopołow | Roger Federer Stanislas Wawrinka   | 6:4, 6:7(5), 10–7 |
| Zwycięzca     | 6. | 31 lipca 2011    | Los Angeles        | Twarda        | Mark Knowles         | Somdev Devvarman Treat Huey        | 7:6(3), 7:6(10)   |
| Zwycięzca     | 7. | 19 lutego 2012   | San José           | Twarda (hala) | Mark Knowles         | Kevin Anderson Frank Moser         | 6:4, 1:6, 10–5    |
| Finalista     | 3. | 6 maja 2012      | Monachium          | Ceglana       | Dick Norman          | František Čermák Filip Polášek     | 4:6, 5:7          |
| Finalista     | 4. | 22 lipca 2012    | Atlanta            | Twarda        | Michael Russell      | Matthew Ebden Ryan Harrison        | 3:6, 6:3, 6–10    |
| Zwycięzca     | 8. | 29 lipca 2012    | Los Angeles        | Twarda        | Ruben Bemelmans      | Jamie Delgado Ken Skupski          | 7:6(5), 4:6, 10–7 |
| Zwycięzca     | 9. | 17 lutego 2013   | San José           | Twarda (hala) | Frank Moser          | Lleyton Hewitt Marinko Matošević   | 6:0, 6:7(5), 10–4 |